# Linh dương lùn Bates
Linh dương lùn Bates (Neotragus batesi) là một loài động vật có vú trong họ Bovidae, bộ Artiodactyla. Loài này được De Winton mô tả năm 1903. Loài linh dương rất nhỏ này sinh sống ở các khu rừng và cây bụi ẩm ướt của Trung và Tây Phi. Đó là trong các chi giống như Suni và linh dương hoàng gia. Linh dương trưởng thành nặng khoảng 2–3 kg (4,4–6,6 lb), và dài 50–57 cm (20–22 in), với đuôi dài 4,5–5,0 cm (1,8–2,0 in). Chỉ những con đực có sừng, dài khoảng 3,8–5,0 cm (1,5–2,0 in). Bộ lông của chúng có màu hạt dẻ sẫm bóng trên lưng và nhạt hơn về phía hai bên sườn. Linh dương đực thường lớn hơn linh dương cái.